# Senza tetto né legge
Senza tetto né legge (Sans toit ni loi) è un film del 1985 diretto da Agnès Varda.

## Trama
Una ragazza morta per il freddo viene ritrovata da un uomo. Ha inizio così la narrazione di una voce fuori campo che parla della giovane, Mona, una vagabonda che vive per le strade di campagna. In seguito la pellicola torna indietro nel tempo e mostra la ragazza mentre cerca di nascondersi dalla polizia, rivelando poi nel corso della pellicola tutti i suoi incontri occasionali, tra i quali ci sono un bracciante agricolo clandestino, una coppia di pastori di capre e una professoressa di botanica.

## Critica
Con questa opera Varda disegna il ritratto di una disperazione senza rimedio.

## Riconoscimenti
- 1985 - Mostra internazionale d'arte cinematografica
  - Leone d'oro al miglior film
- 1986 - Premio César
  - Migliore attrice (Sandrine Bonnaire)